# Albert Anastasia

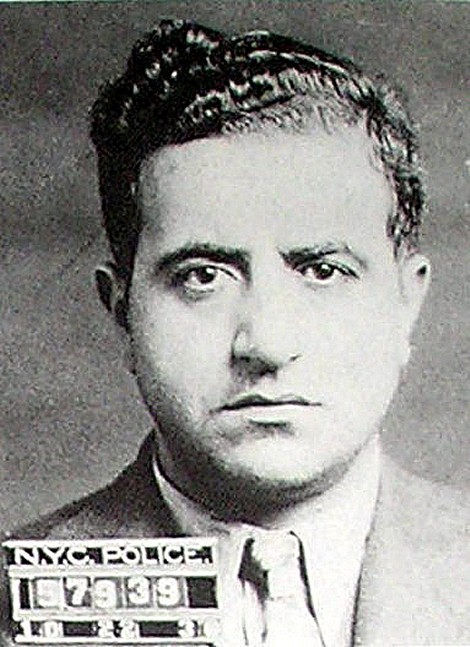
Albert Anastasia

Albert Anastasia (* 26. September 1902 in Tropea, Kalabrien; † 25. Oktober 1957 in New York) war ein hochrangiges Mitglied der Cosa Nostra in New York City und Anführer der Gambino-Familie. Bekannt wurde er vor allem als einer der Leiter der von der Presse als Murder, Inc. bezeichneten Gruppe, deren Aufgabe es war, Mordaufträge für das National Crime Syndicate auszuführen. Wegen dieser Funktion wurde er oftmals als „Lord High Executioner“ des organisierten Verbrechens bezeichnet. In Gangsterkreisen war er hingegen als der „Mad Hatter“ bekannt.

## Frühe Jahre
Der unter dem Namen Umberto Anastasio im süditalienischen Tropea in eine Familie mit acht weiteren Brüdern hineingeborene Anastasia wanderte um 1919 in die Vereinigten Staaten ein und ließ sich in New York nieder. Dort fand er zunächst im Hafengebiet von Brooklyn eine Beschäftigung als Stauer. Bald gelang es ihm, sich eine einflussreiche Position in der örtlichen Gewerkschaft der Stauer zu verschaffen. Hier wurde erstmals sein Hang zu extremer Gewalt auch aus nichtigem Anlass offenkundig, als er in den frühen 1920er-Jahren einen Stauerkollegen tötete. Wegen dieser Tat wurde er im berühmten Gefängnis von Sing Sing in Ossining inhaftiert. Bereits nach 18 Monaten Haft kam Anastasia frei, da er die Wiederaufnahme seines Verfahrens erwirkt hatte. Dieses Verfahren wurde jedoch nie abgeschlossen, da vier wichtige Zeugen bald nach seiner Freilassung für immer verschwanden. Von nun an sollte Anastasia immer wieder „lästige“ Zeugen beseitigen, wenn er in das Visier der Ermittlungsbehörden geriet.
In Brooklyn begann Anastasia seine Karriere als Mafioso, als er sich dem Clan von Joe Masseria anschloss, der später als „Genovese-Familie“ klassifiziert wurde. Dort lernte er Lucky Luciano und Frank Costello kennen. Bald wurde er zu einem Anhänger Lucianos, den er bewunderte.

## Aufstieg in der Mafia
Als Luciano im Jahre 1930 plante, den Konflikt der Mustache Petes Joe Masseria und Salvatore Maranzano, der als Krieg von Castellammare bezeichnet wurde, auszunutzen, weihte er Anastasia in seine Pläne ein. Anastasia schloss sich zusammen mit anderen jungen Mobstern, wie etwa Meyer Lansky, Bugsy Siegel und Joe Adonis, dem aufstrebenden Luciano an. Dabei mag ihn die Hoffnung getrieben haben, sich im Falle eines Sieges Lucianos einen Teil der dann neu zu verteilenden Gewinne aus den kriminellen Aktivitäten zu sichern. Anastasia soll laut Lucky Luciano einer der vier Mörder gewesen sein, die Masseria am 15. April 1931 in einem italienischen Restaurant in Coney Island erschossen.
Nach dem Mord an Masseria und der Ermordung Maranzanos wenig später, der kurzzeitig als alleiniger Boss der Fünf Familien der La Cosa Nostra fungiert hatte, wurde Luciano der mächtigste Boss in New York, wenn nicht sogar in ganz Amerika. Um weitere blutige Macht- und Verteilungskämpfe zukünftig nach Möglichkeit zu vermeiden, etablierte Luciano das sogenannte National Crime Syndicate, in dem neben den Sizilianern und anderen Italienern der La Cosa Nostra auch Iren und Mobster der Kosher Nostra Sitz und Stimme hatten. So hatte in der „Commission“ des Syndikats neben den Anführern der Fünf Familien und des Chicago Outfit auch Meyer Lansky großen Einfluss. Die „Commission“ sollte der Schlichtung von Streitigkeiten innerhalb der Gruppen innerhalb des Syndikats dienen. Ihr kam unter anderem das Abstecken und Zuweisen von Territorien an einzelne „Familien“ sowie das Verteilen von Anteilen an lukrativen kriminellen Geschäften wie etwa Prostitution, Schutzgelderpressung, Glücksspiel und dem Alkoholschmuggel zu. Gerade mit der Schwarzbrennerei und dem Schmuggel von Alkohol konnten bis zum Ende der Alkoholprohibition im Jahre 1933 enorme Gewinne erzielt werden.
Anastasia wurde im Zuge der Neuordnung damit belohnt, dass man ihm gemeinsam mit Louis Buchalter die Leitung einer Gruppe von Auftragsmördern übertrug, die dazu dienen sollte, Entscheidungen der „Commission“ durchzusetzen. Diese später als Murder, Inc. bezeichnete Gruppe bestand hauptsächlich aus Mitgliedern der La Cosa Nostra und der Kosher Nostra. Die Gruppe hatte ihr Hauptquartier im Hinterzimmer des Süßwarenladens „Midnight’s Roses“ im Brooklyner Stadtteil Brownsville. Während der zehn Jahre, die Murder Inc. bestand, sollen die Auftragsmörder zwischen 400 und 700 Menschen getötet haben, bei denen es sich in der Mehrzahl um Mafiosi und andere Gangster handelte. Viele dieser Morde konnten bis heute nicht geklärt werden. Anders als sein Partner Louis Buchalter und viele andere Angehörige von Murder, Inc. vermochte Anastasia seine Beteiligung an den Taten der Gruppe dauerhaft vor den Ermittlungsbehörden zu verbergen, so dass er niemals wegen Mordes angeklagt wurde. Immer wenn entsprechende Verfahren gegen Anastasia drohten, verschwanden die ihn belastenden Zeugen.
So ordnete Anastasia 1939 auch den Tod des Hafenarbeiters und Gewerkschaftsaktivisten Peter Panto an, der die Öffentlichkeit auf die mafiösen Strukturen in New Yorks Gewerkschaft der Stauer- und Dockarbeiter aufmerksam machen wollte und damit gedroht hatte, die Namen der an der Unterwanderung der Gewerkschaft beteiligt gewesenen Mafiosi zu nennen. Anastasia fällte darauf den Entschluss, Panto durch die Murder, Inc. ermorden zu lassen. Nach dem Verschwinden des Aktivisten fand man dessen Leichnam zwei Jahre später in einer Kalkgrube. Laut der Aussage eines Informanten der Behörden und ehemaligen Angehörigen der Murder, Inc. ist Panto erwürgt worden. Anastasia soll bei der Ermordung selbst anwesend gewesen sein.
In den frühen 1940er-Jahren gelang den Ermittlungsbehörden ein entscheidender Schlag gegen Murder, Inc., als der berüchtigte Killer Abe Reles verhaftet wurde. Reles ließ sich gegen die Zusicherung seiner eigenen Immunität darauf ein, seine Kenntnisse über die Machenschaften der Gruppe an die Polizei weiterzugeben. Daraufhin wurden Buchalter und mehrere der Auftragsmörder verhaftet. Sie sollten schließlich wegen mehrfachen Mordes zum Tode verurteilt und auf dem elektrischen Stuhl hingerichtet werden. Obwohl er die Gruppe zusammen mit Buchalter geleitet hatte, wurde Anastasia nicht von der Polizei belangt. Er soll jedoch ein Kopfgeld in Höhe von 100.000 US-Dollar auf Reles ausgesetzt haben. Reles starb am 12. November 1942, als er am Vorabend seiner offiziellen Zeugenaussage aus einem Fenster des Half Moon Hotels in Coney Island stürzte. Dies geschah unter den Augen der Polizei, die den geständigen Reles in seinem Hotelzimmer unter strenger Aufsicht hielt. Da Reles der einzige Zeuge des Staatsanwalts Thomas E. Dewey war, scheiterte die Anklage gegen Anastasia.
Nach der Hinrichtung Buchalters im Jahre 1944 wurde Anastasia der alleinige Anführer von Murder, Inc. Die Gruppe konnte sich jedoch von den Schlägen der Ermittlungsbehörden nicht mehr erholen und löste sich schnell auf. Auftragsmorde sollten nun wieder in Eigenregie von den einzelnen Mafia-Familien begangen werden.

## Aktivitäten während des Zweiten Weltkriegs
Nachdem es dem Staatsanwalt Thomas E. Dewey bereits 1936 gelungen war, Luciano wegen Kuppelei zu verhaften und seine Verurteilung zu einer langjährigen Haftstrafe herbeizuführen, beteiligte sich Anastasia während des Krieges an einem Geschäft, mit dem Luciano aus dem Gefängnis befreit werden sollte. Hierzu hatte sich die La Cosa Nostra an den Kriegsanstrengungen des Landes zu beteiligen bzw. diese nicht zu behindern.
Durch den Angriff der Japaner am 7. Dezember 1941 auf den Flottenstützpunkt Pearl Harbor in Hawaii waren die Vereinigten Staaten in den Zweiten Weltkrieg eingetreten und Adolf Hitler hatte den USA am 11. Dezember 1941 den Krieg erklärt. Bei der Operation Paukenschlag versenkten deutsche U-Boote ab dem 13. Januar 1942 eine Reihe von Handelsschiffen an der Ostküste der Vereinigten Staaten, so dass auf amerikanischer Seite Vermutungen aufkamen, in den eigenen Häfen seien Kollaborateure und Spione am Werk.
Ihren Höhepunkt erreichten diese Vermutungen, als im Februar 1942 das beschlagnahmte französische Passagierschiff Normandie zum Truppentransporter mit dem neuen Namen Lafayette umgerüstet werden sollte. Im Rahmen der Umbauarbeiten brach jedoch, auch begünstigt durch schwere Sicherheitsmängel und Nachlässigkeiten, bei Schweißarbeiten ein Feuer aus, durch das mehrere Arbeiter starben. Bei der Brandbekämpfung kenterte das Schiff auf Grund des ungleichmäßig aufgenommenen Löschwassers.
Gerüchte kamen auf, das Schiff sei der Sabotage deutscher Spione zum Opfer gefallen. Daraus wurde später abgeleitet, die US-Regierung hätte sich entschlossen, mit der amerikanischen Mafia zusammenzuarbeiten, um im Hafen von New York City weitere Anschläge abzuwehren. Ohne Frage wäre Luciano, der über Frank Costello die Hafenarbeiter und über Albert Anastasia die Docks kontrollierte, die Kontaktperson einer solchen Absprache und damit der Vorläufer für die nachgewiesene Kooperation von CIA und Mafia im Falle Kubas (Operation Mongoose) in den 1960er-Jahren gewesen.
Eine andere These besagt, dass Anastasia einige Zwischenfälle im New Yorker Hafen organisiert hatte, so dass die Behörden sich bereitfanden, die Mafia zu engagieren, um weitere Sabotageakte zu verhindern. So soll Anastasia auch für den Brand der Normandie verantwortlich gewesen sein und seinen Bruder Anthony mit der Brandstiftung beauftragt haben.
Darüber hinaus wird bis heute vermutet, die US-Regierung hätte Kontakte zu Luciano benutzt, um die alliierte Landung auf Sizilien im Jahr 1943 und den daran anschließenden Italienfeldzug abzusichern. Diese Umstände sollen zur Freilassung von Luciano nach 10 Jahren Haft geführt haben. Jack Higgins nahm dies als Vorbild für seinen 1982 in Deutschland erschienenen Roman „Luciano“ (OT: Luciano's Luck). Auch hier soll Luciano die Verbindungen zur sizilianischen Cosa Nostra hergestellt haben. Zumindest die direkte Zusammenarbeit in Bezug auf die Landung auf Sizilien wird von dem Mafia-Kenner John Dickie jedoch verworfen. Hierfür spricht auch die Unterstützung des italienischen Diktators Benito Mussolini durch Vito Genovese, der für diesen die Ermordung des Arbeiterführers Carlo Tresca am 11. Januar 1943 in New York City organisierte. Die Verfolgung der Mafia auf Sizilien war zu diesem Zeitpunkt längst beendet; erst nach der Landung der Alliierten in Italien wechselte Genovese auf deren Seite.

## Anführer einer Familie
Unterstützt von Luciano und Costello, die seine extreme Gewalttätigkeit zu kontrollieren wussten, stieg Anastasia 1951 zum Anführer der späteren Gambino-Familie der New Yorker Mafia auf. Sein Vorgänger Vincent Mangano hatte sich bereits seit längerer Zeit an den direkten Kontakten des ihm formell unterstellten Anastasia zu Luciano und Costello gestört. Insbesondere störte Mangano, dass Anastasia für die beiden arbeitete, ohne Mangano zuvor um sein Einverständnis zu bitten. Diese Unstimmigkeiten und einige andere Streitereien führten dazu, dass das Verhältnis Anastasias zu Mangano so zerrüttet war, dass es nur noch eine Frage der Zeit war, wann einer der beiden versuchte, den anderen zu beseitigen. Anfang 1951 verschwand Mangano plötzlich, während zu gleicher Zeit sein Bruder Phil ermordet aufgefunden wurde. Anastasia übernahm nun mit aktiver Unterstützung durch Costello die Kontrolle über die bis dahin von Mangano geleitete Mafia-Familie. Costello rechtfertigte Anastasias Schritt damit, dass Mangano vorhatte, Anastasia zu töten, und Anastasia daher zur Selbstverteidigung handeln musste. Die Commission akzeptierte daraufhin Anastasias Aufstieg zum Anführer einer Familie.
Costello unterstützte Anastasia unter anderem auch, weil er dringend Verbündete in einer Auseinandersetzung mit Vito Genovese brauchte, der Costello nach Lucianos Ausweisung aus den Vereinigten Staaten seine Position streitig machte. Hinzu kam, dass Willie Moretti, ein Anführer der Mafia von New Jersey, den Costello bislang als starken Arm genutzt hatte, lauthals in der Öffentlichkeit über seine Mafia-Aktivitäten zu reden begann und beseitigt wurde. Costello brauchte daher Anastasia als neuen starken Arm und als Gegengewicht zu Genovese.
In seiner neuen Rolle als Anführer einer Mafia-Familie sollte Anastasia seiner Brutalität endgültig freien Lauf lassen. Endlich geriet er so weit außer Kontrolle, dass er 1952 sogar die Ermordung des Schneidergesellen Arnold Schuster anordnete, den Anastasia im Fernsehen über Schusters Rolle bei der Überführung des Bankräubers Willie Sutton hatte sprechen hören. Bei dieser Gelegenheit soll Anastasia verärgert ausgerufen haben: „Ich kann Petzen nicht ausstehen; tötet diesen Kerl!“.
Mit dem Mord an Schuster hatte Anastasia gegen eine Grundregel der Mafia verstoßen, nach der Außenstehende möglichst nicht angerührt werden sollten. So sorgte er für ein nicht erwünschtes Interesse der Öffentlichkeit an den Aktivitäten des organisierten Verbrechens. Costello musste das Verhalten Anastasias jedoch hinnehmen, da er ihn als Gegenspieler zu Genovese dringend benötigte.

## Das Ende
Genovese nutzte das brutale Verhalten Anastasias als Argument, um diesem seine Gefolgsleute und Unterstützer abspenstig zu machen. Im Geheimen gewann er Carlo Gambino, einen von Anastasias Unterführern, für seine Sache. Einen Schlag gegen Anastasia und Costello konnte Genovese jedoch erst wagen, wenn dem auch Meyer Lansky, ein besonders einflussreiches Mitglied der Commission, zustimmen würde. Beide pflegten indes eine langjährige Feindschaft, die ihren Grund in diversen Streitigkeiten in den 1920er-Jahren hatte.
Während der 1950er-Jahre kontrollierte Lansky das besonders lukrative Glücksspielgeschäft in den Kasinos auf Kuba. Anderen Mafia-Anführern gewährte er kleinere Anteile an seinen Gewinnen und Geschäften. Anastasia verlangte von Lansky einen größeren Anteil an den Geldern aus dem Kubageschäft. Als Lansky ablehnte, begann Anastasia damit, selbst ein entsprechendes Geschäft auf Kuba aufzubauen. Der zunehmend verärgerte Lansky, der sich bisher damit begnügt hatte, den Machtkampf zwischen Anastasia und Genovese von außen zu betrachten, unterstützte nun aktiv Genovese und stimmte der von Genovese geplanten Ermordung Anastasias zu. Costello stellte zu diesem Zeitpunkt keine große Gefahr für Genovese mehr dar, da er selbst einem Mordanschlag Genoveses nur mit knapper Not entkommen war und sich vorerst aus dem Geschäft zurückgezogen hatte.
Am Morgen des 25. Oktober 1957 betrat Anastasia einen Friseursalon im Park Sheraton Hotel in New York. Sein Leibwächter parkte Anastasias Wagen in der Tiefgarage des Hotels und begab sich dann auf einen Spaziergang, was die späteren Geschehnisse erheblich erleichterte. Während Anastasia sich in einem Friseurstuhl entspannte, stürmten zwei Männer in den Salon. Die beiden Mörder, deren Gesichter mit Tüchern verdeckt waren, stießen den Friseur aus dem Weg und begannen sofort damit, auf Anastasia zu feuern. Nach der ersten Salve soll dieser noch aufgesprungen sein, um sich zu verteidigen. Dabei wandte er sich jedoch lediglich gegen die Abbilder seiner Angreifer, die von den Spiegeln in dem Friseursalon zurückgeworfen wurden. Die Angreifer feuerten indes unablässig weiter, so dass Anastasia schließlich tot zu Boden fiel.
Wie die meisten Morde innerhalb der Mafia blieb auch der Mord an Anastasia ungeklärt. Zunächst wurde häufig angenommen, dass Joe Profaci mit der Organisation der Tat beauftragt wurde und dieser sich zu ihrer Ausführung der Gallo-Brüder bedient habe. Neuere Erkenntnisse weisen jedoch eher auf Joseph Biondo als Organisator hin. Biondo, der nach der Ermordung Anastasias zu einem der Unterführer Gambinos aufstieg, soll Stephen Armone, Arnold Wittenberg und Stephen Grammauta die Ausführung überlassen haben. Grammauta, ein verurteilter Drogenhändler, soll ein hochrangiges Mitglied der „Gambino-Familie“ gewesen sein.
Genovese konnte sich an seinem Sieg über Anastasia nicht lange erfreuen. Bald darauf wurde er von Carlo Gambino hintergangen, der sich heimlich auf die Seite Costellos schlug und diesem Genoveses Pläne verriet, sich an die Spitze der Mafia zu setzen. Genovese wurde daraufhin von seinen Rivalen in eine Falle gelockt, indem er sich in eine bei den Behörden bekannte Transaktion mit Drogen verwickeln ließ. Den Rest seines Lebens verbrachte Genovese im Gefängnis.

## Im Film
- In dem Film Mob Town aus dem Jahr 2019 wird Anastasia durch Garry Pastore verkörpert.
- In der Dokureihe The Making of the Mob wird Anastasia von Gus Zucco gespielt.
- Das Mafia-Paradies – Kuba vor der Revolution 1959 ist ein Dokumentarfilm aus dem Jahre 2012 und zeigt die Verbindung von Albert Anastasia und den Geschäften von Meyer Lansky in Kuba.
- Am 17. Dezember 2010 erschien mit der 3. Folge der 3. Staffel von der Dokureihe Mobsters, eine Episode über Albert Anastasia.
- In Der Gangsterboss von New York (1975) wird er von Gianni Russo gespielt.
- Der im Jahr 1973 veröffentlichte Film My Brother Anastasia (Originaltitel: Anastasia mio fratello) ist eine Mafia-Komödie in der Anastasia durch Richard Conte verkörpert wird.
- Im Spielfilm Unterwelt aus dem Jahre 1960 wird er vom Schauspieler Howard Smith dargestellt.
- Ein Auftragsmord an einem Mafioso in der Anfangssequenz des Films Die schwarze Hand der Mafia aus dem Jahr 1959, wurde der Ermordung von Anastasia nachempfunden.